# Лаурана, Лучано де

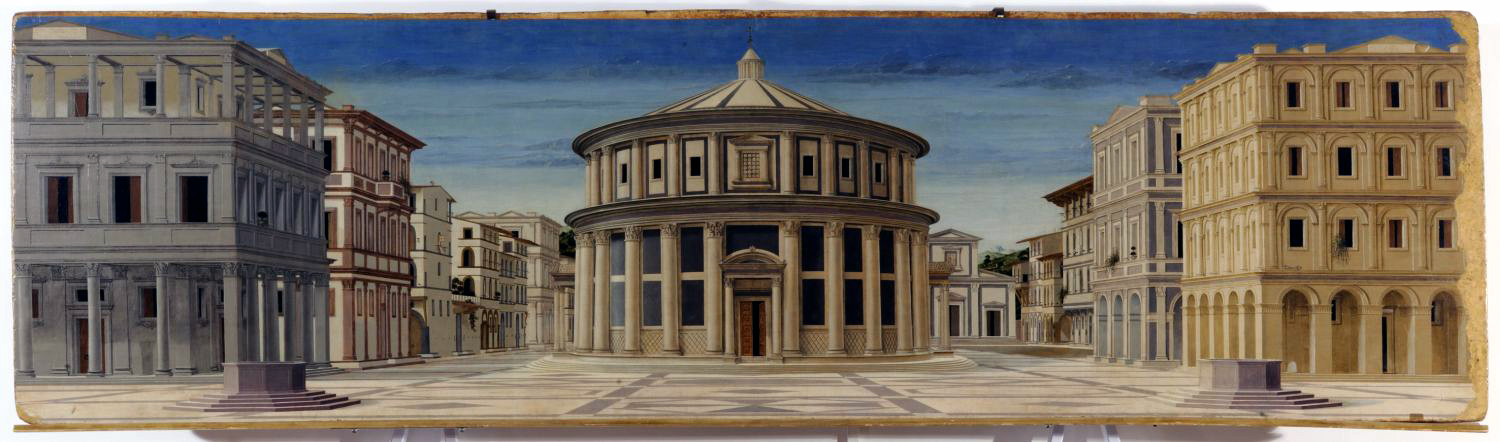
Некоторые искусствоведы приписывают Лауране авторство знаменитой штудии «Идеальный город» (прежде приписывалась Пьеро делла Франческа или Мелоццо да Форли)

Лучано де Лаурана (Luciano Laurana; 1420, Врана возле Задара, владение Венеции — 1479, Пезаро, Италия) — итальянский архитектор эпохи кватроченто, главный строитель ренессансной резиденции Федериго да Монтефельтро в Урбино, которая вдохновляла, среди прочих, Браманте. По происхождению — славянин из Далмации.

## Ранние годы
Лука родился в городке Врана около города Задар, во владениях Венецианской республики. Его отец Мартин имел отношение к строительству. Первые строительные навыки он получил, работая вместе с отцом. Существует предположение, что Лучано — родственник скульптора Франческо Лаурана.
Как и Юрай Далматинец до него, Лаурана пересёк Адриатику, чтобы продолжить карьеру в Марке. Когда Альберти работал в Мантуе над возведением храма Сан-Себастьяно (1465), Лаурана наблюдал за его трудами. Альберти обычно разрабатывал проект будущей постройки, её теоретическое обоснование, а затем передоверял воплощение архитекторам-практикам. Работа рядом с таким выдающимся теоретиком архитектуры, как Альберти, произвела неизгладимое впечатление на воображение Лучано, и он не стеснялся совершенствовать своё мастерство. Самообразование позволило ему стать на один уровень с лучшими архитекторами эпохи раннего Возрождения.

## Работа в Урбино

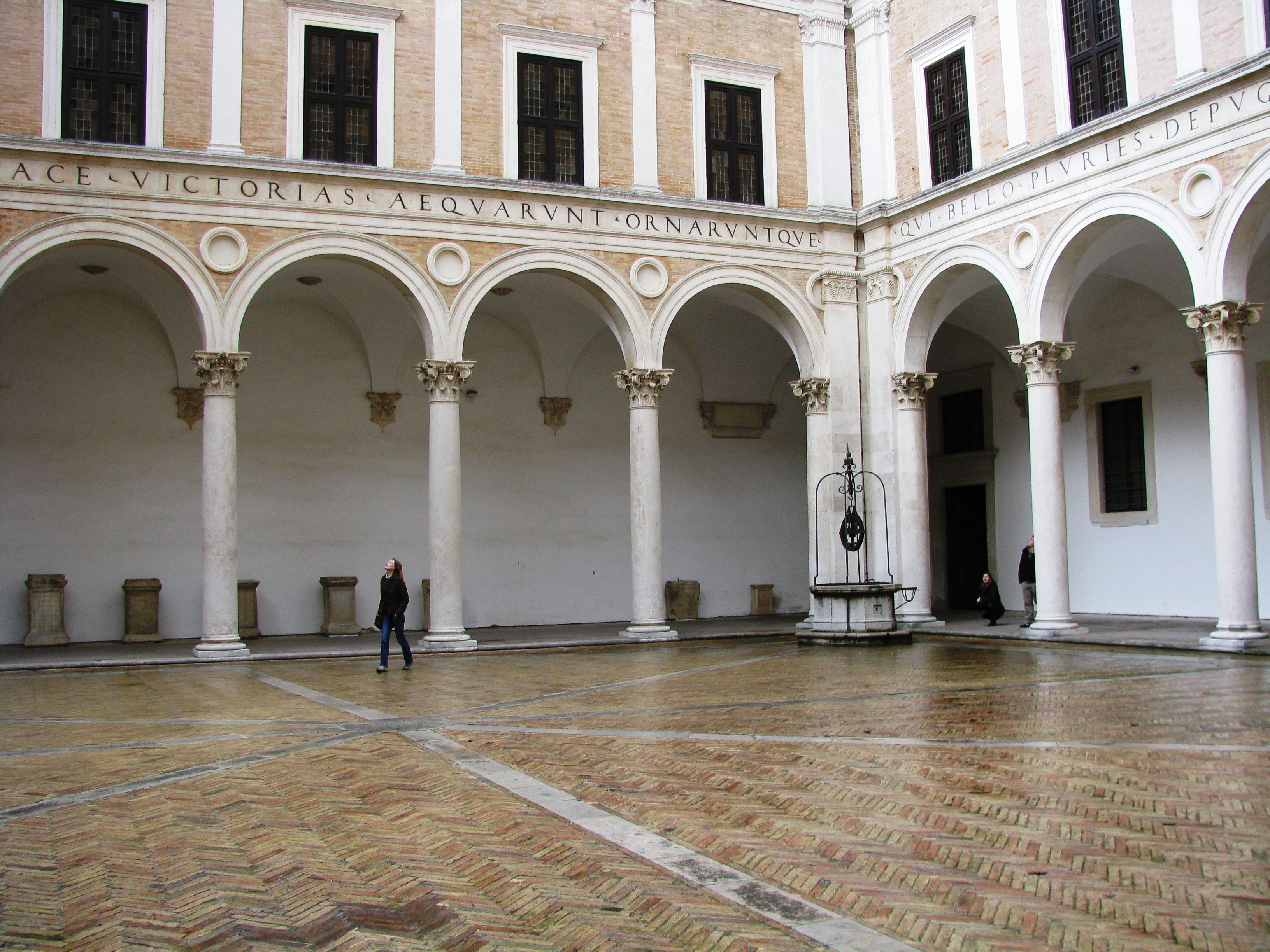
Дворик палаццо Дукале

В 1466 году от Федериго да Монтефельтро он получил приглашение работать в его столице Урбино. Владелец хотел перестроить старинный замок так, чтобы тот не терял оборонительных функций и имел ряд комфортных помещений, достойных дворца. Перестройкой старого замка и включением его фортификационных сооружений в новый ансамбль и занимался архитектор. Лучано де Лауана уже был знаком с типом флорентийского дворца, который терял суровый крепостной облик, особенно во внутреннем дворе с приветливыми аркадами и жилыми помещениями второго и третьего этажей.
Лаурана сохранил и городской собор, и две крепостные башни замка, между которыми создал дворцовый корпус с открытыми лоджиями в сторону города. Они выглядели особенно привлекательно рядом с образцами крепостной архитектуры, главная часть которой была расположена на обрыве над городом. Новым был и большой внутренний двор герцогского дворца с открытыми аркадами. Старое ядро замка было дополнено также садом и южными корпусами дворца.
Характерные черты архитектуры Возрождения наиболее заметны в построении внутреннего двора и в спокойных, приветливых интерьерах дворца. Изготовленные из белого камня колонны, капители сочетаются с желтоватым кирпичом стен. Декоративных деталей немного, и они не противоречат спокойному, уравновешенному характеру архитектуры. Декор интерьеров дополняли картины, созданные Пьеро делла Франческа и самим Лаураной, а также специально изготовленная мебель.
Значение новых дворцовых корпусов и их интерьеров, созданных Лучано де Лаурана в Урбино, увеличивалось из-за воздействия на воображение и вкусы молодого Донато Браманте, который тоже жил в городе и начинал свою карьеру в качестве художника. Они оба покинули Урбино ради работы на правителей из рода Сфорца: Браманте начал работать в Милане, а Лучано де Лаурана переехал в Пезаро.

## В Пезаро
Пезаро — портовый город на восточном побережье Адриатического моря. Лучано да Лаурана работал над одним из крыльев дворца префектов. Над приземистой галереей первого этажа был возведён высокий фасад дворцовой постройки с богато декорированными окнами. Этажи были созданы в разные времена, и полной симметрии в сооружении нет. Архитектор был ограничен наличием уже существующей постройки и ограничился лишь пристройками. Во время работы в Пезаро архитектор умер.